# 1375

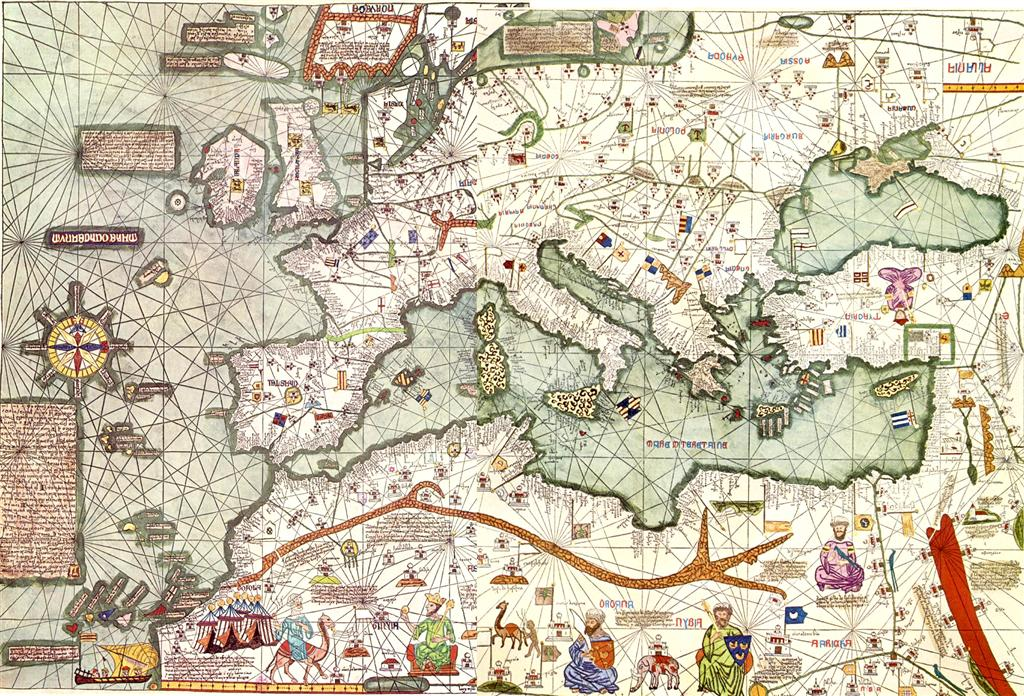
Atles Català de la Corona de Catalunya i Aragó, de l'any 1375.

## Esdeveniments
Països Catalans
- Hom creu que els cartrògrafs jueus-mallorquins Abraham i Jafudà Cresques editen l'anomenat Atles Català.

Resta del món

## Naixements
Països Catalans
Resta del món

## Necrològiques
Països Catalans
- 20 d'abril, Lleida: Elionor de Sicilia, infanta de Sicília i reina de la Corona d'Aragó (1349-1375) (n. 1325).[1]

Resta del món
- 21 de desembre, Certaldo (la Toscana, Itàlia): Giovanni Boccaccio, escriptor italià.